# 乙女道
『乙女道』（おとめロード）は、陣名まいによる日本の漫画作品。『ChuChu』（小学館）にて2007年11月号から2008年2月号まで連載された。全4話。
池袋にある通称・乙女ロードとは直接の関連はない。

## あらすじ
主人公の藤木ありすは、筋金入りのオタク。いつもゲーム・アニメのキャラクター『ヌミエール』に夢中である。ある日、ありすがガチャポンで当てたカプセルの中に、彗月と名乗る悪魔が入っていた。この悪魔は、ヌミエールのフィギュアに魔法をかけて話せるようにしたり、人間に変身したりすることができるのだ。さらにありすの恋を応援しているらしい。そしてありすは、現実の男子に恋をすることができるのだろうか?

## 登場人物
藤木 ありす（ふじき ありす）
主人公。筋金入りのオタク。
佐藤 克己（さとう かつみ）
ありすの幼馴染で隣に住んでいる。あだ名は「サトカツ」。
彗月（すいげつ）
ありすがガチャポンで出したカプセルの中に入っていた悪魔。人間のときの姿は、銀髪に赤い瞳。

## 書誌情報
- 陣名まい『乙女道』小学館〈ちゅちゅコミックス〉、2008年4月28日発売、ISBN 978-4-09-131714-8